# Andrew Latimer
Andrew Latimer (Guildford, 17 maggio 1949) è un chitarrista, flautista e compositore britannico, è noto per la sua militanza nella band Camel, di cui rimane attualmente l'unico membro fondatore. Chitarrista e compositore di musiche e testi, suona anche flauto e tastiera.

## Biografia
Ha uno stile melodico ed elegante, lirico e passionale, tecnicamente eccelso, dalle doti compositive straordinarie. Il suo fraseggio è frutto di una sintesi tra blues elettrico, classica e jazz miscelati in modo personalissimo. Suona soprattutto una Gibson Les Paul, ma anche una Fender Stratocaster, entrambe amplificate con strumentazione Vox e Marshall e Fender.
Ha il grande merito di non aver (quasi) mai abbandonato il progressive rock, nonostante le difficoltà che questa scelta ha comportato da un punto di vista commerciale.
Negli ultimi anni ha avuto gravi problemi di salute, ma dopo un trapianto di midollo osseo le sue condizioni sono in netto miglioramento (http://www.camelproductions.com/ - sezione "news" , dalla moglie di Andrew).
Ha fondato la casa discografica Camel Productions, con la quale ha prodotto Dust And Dreams (1991), Harbour of Tears (1996), Rajaz (1999) e A Nod and a Wink (2002).